# Iwona Bartosik
Iwona Teresa Bartosik z domu Tomczak (ur. 23 sierpnia 1945 w Łodzi) – polska nauczycielka, działaczka samorządowa i społeczna, Łódzki Kurator Oświaty (1986–1988), wieloletnia Radna Rady Miejskiej i jej przewodnicząca w latach 2005–2006.

## Życiorys

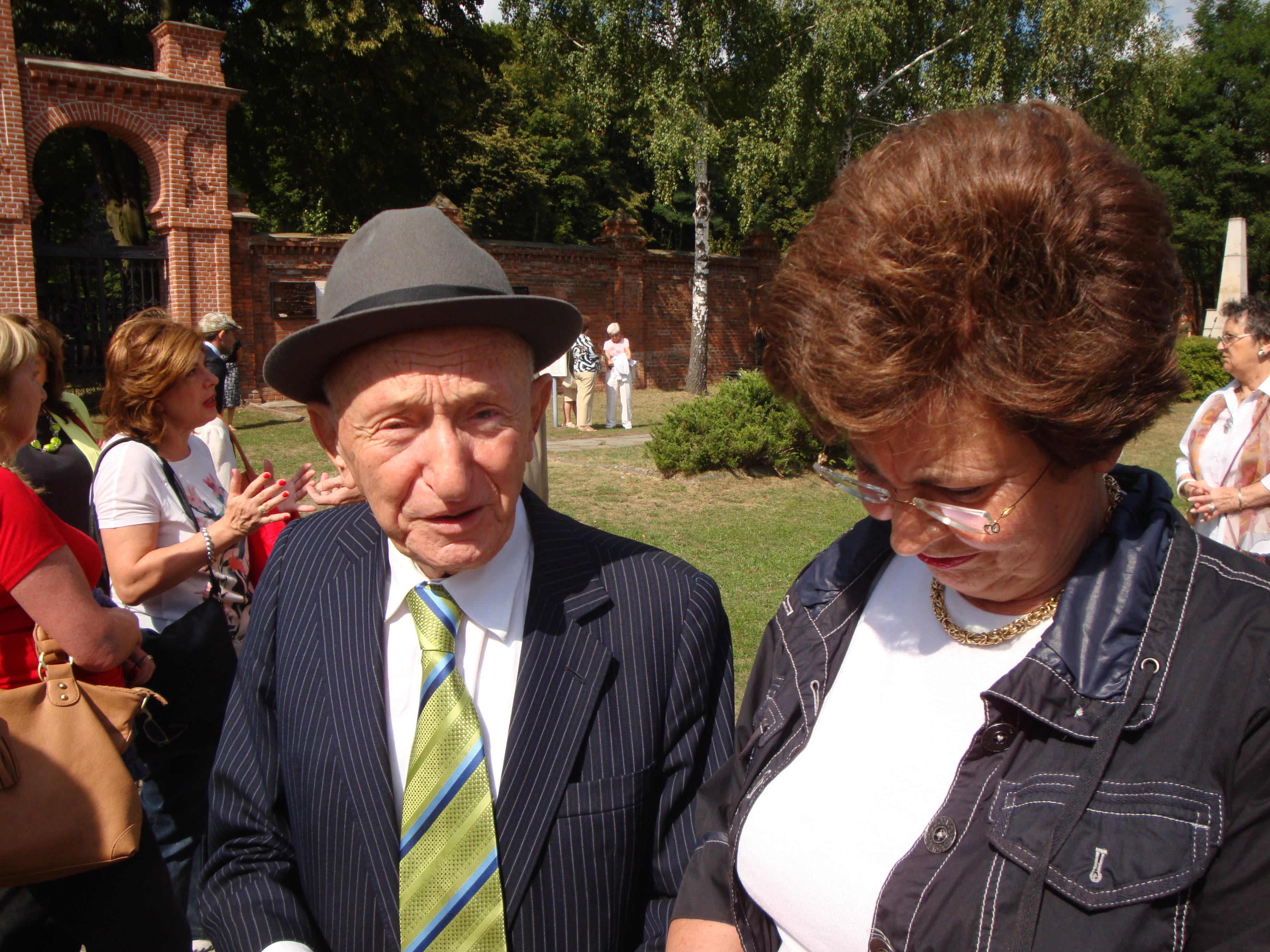
Jehuda Widawski i Iwona Bartosik na Nowym Cmentarzu Żydowskim w Łodzi (2013)

Córka Stefana i Stanisławy Tomczaków. Od 1964 należała do Polskiej Zjednoczonej Partii Robotniczej. Od 1975 była członkinią egzekutywy Komitetu Dzielnicowego Bałuty PZPR. W latach 1976–1978 była instruktorką KD Bałuty, a następnie inspektorką (1979–1980) i starszą inspektorką (1980–1982) Wydziału Nauki i Oświaty Komitetu Łódzkiego. W okresie od 1982 do 1986 była zastępczynią kierownika, a następnie w latach 1986–1988 pełniła funkcję kierownika Wydziału Nauki i Oświaty Komitetu Łódzkiego PZPR, tj. Łódzkiego Kuratora Oświaty.
W 1990 była współzałożycielką Łódzkiego Stowarzyszenia Pomocy Szkole, którego była wieloletnią wiceprzewodniczącą, a w latach 2015–2022 przewodniczącą. W ramach działalności w stowarzyszeniu, była zaangażowana w inicjatywy dotyczące łódzkich szkół i uczniów, w tym w akcje takie jak m.in.: organizowanie bezpłatnych obiadów dla dzieci z biednych rodzin, finansowanie zajęć pozalekcyjnych w szkołach oraz udzielanie placówkom edukacyjnym dotacji finansowych. Pełniła również funkcję wiceprzewodniczącej Stowarzyszenia „Komitet Dziecka”. Ponadto była dyrektorem i nauczycielką historii w szkole niepublicznej w Łodzi.
Z ramienia Sojuszu Lewicy Demokratycznej, w latach 1994–2010 przez cztery kadencje była Radną Rady Miejskiej w Łodzi, w latach 2002–2005 była wiceprzewodniczącą, a następnie w latach 2005–2006 przewodniczącą Rady Miejskiej w Łodzi.

## Wyróżnienia
- 1982: Honorowa Odznaka Miasta Łodzi[8]
- 2017: Nagroda Miasta Łodzi[3]
- 2023: Odznaka „Za Zasługi dla Miasta Łodzi”[2]
- 2025: Odznaka Honorowa za Zasługi dla Samorządu Terytorialnego[9]